# San Cosimato in Ostiense

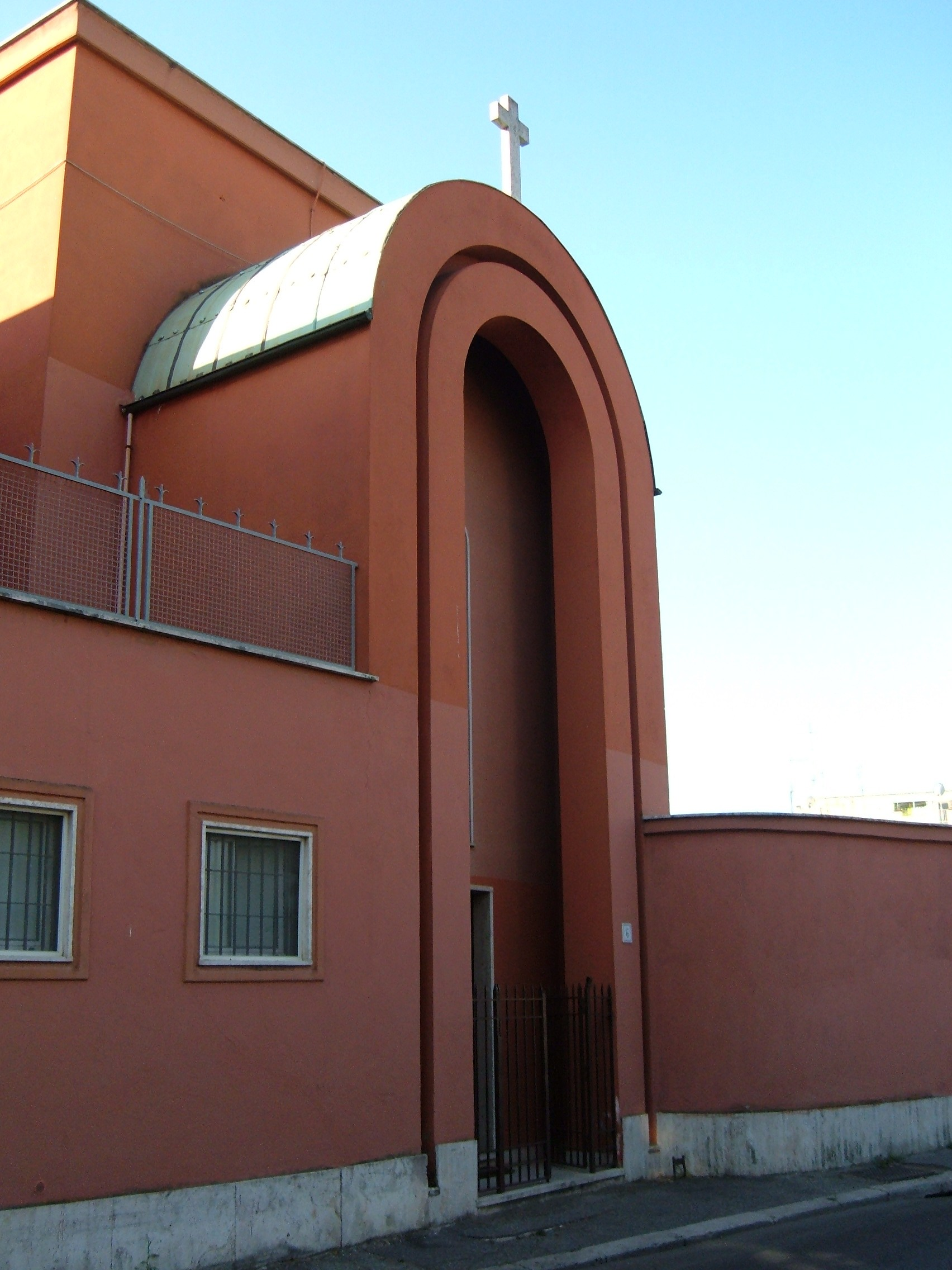
Vista da fachada.

San Cosimato in Ostiense é uma igreja conventual localizada no interior do Monastero di San Cosimato‎, na Via Ambrogio Contarini, 10, no quartiere Ostiense, a nordeste da estação de trem de mesmo nome. É dedicada aos Santos Cosme e Damião.

## História

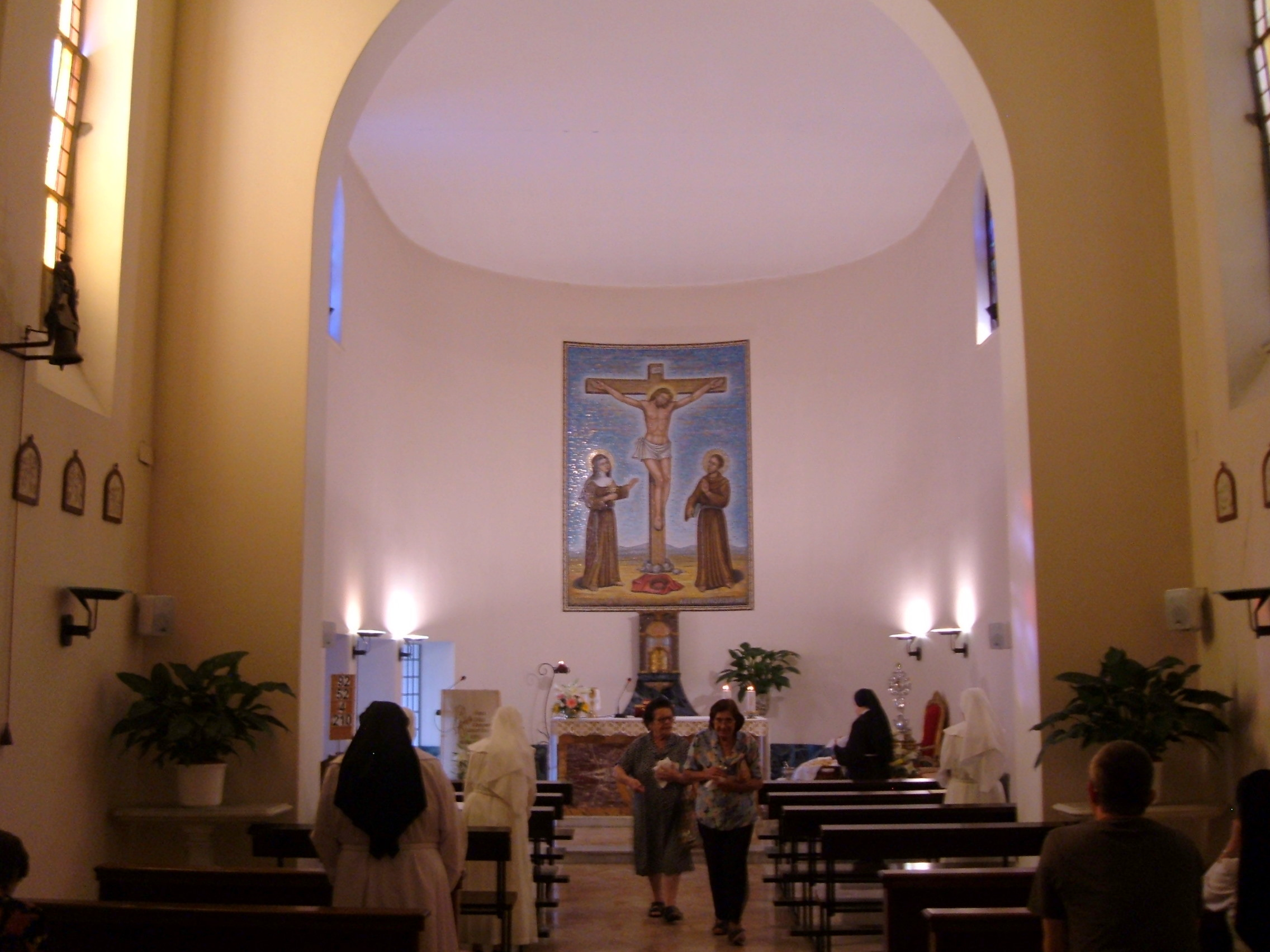
Vista do interior.

A comunidade de freiras clarissas que vive no mosteiro é descendente direta da comunidade fundada em San Cosimato in Trastevere em 1234 e, por isso, é uma das mais antigas comunidades clarissas do mundo. O convento no Trastevere foi confiscado pelo governo italiano em 1891 para que o complexo fosse transformado num novo hospital público, o Ospedale Nuovo Regina Margherita. Inicialmente, as freiras se refugiaram no mosteiro de San Gregorio Magno al Celio, mas os elas não puderam levar consigo os inúmeros tesouros do antigo mosteiro e muitos acabaram saqueados.
Em 1920, a residência das freiras no monte Célio também foi confiscado e a comunidade (na época com 21 freiras) se mudou para uma casa com 16 quartos numa zona rural à beira da Via Aurelia. O local, muito inadequado, serviu de hospedagem enquanto um novo mosteiro permanente estava sendo construído na Viale Vaticano, na ponta mais oeste da Cidade do Vaticano, que ficou pronto em 1926.
Incrivelmente, as freiras foram expulsas novamente, desta vez pela Santa Sé, que estava construindo o Pontifício Seminário Romano Menor imediatamente ao lado. Como compensação, o Vaticano autorizou a compra de uma propriedade no quartiere Ostiense e determinou a construção de um novo mosteiro para as irmãs, uma obra concluída em 1953. Vivendo no local desde então, as freiras realizaram várias reformas.

## Descrição
A igreja tem o formato de "U". Depois de um pórtico de entrada está uma curta nave com um teto plano rodeado por um parapeito e com cada parede lateral se abrindo numa rasa abside em formato de segmento de círculo do chão até o teto. O presbitério tem o mesmo tipo de teto, mas conta com uma abside integral semicircular.
Há um par de janelas de topo curvo flanqueando o lado direito da nave e duas outras menores na parede da direita do presbitério. O lado esquerdo da igreja se conecta ao convento, que é um edifício irregular de muitos andares sem nenhum interesse arquitetural. O complexo conta ainda com amplos jardins.
A fachada da igreja, em uma notável cor vermelha, é dominada por um monumental pórtico na forma de um gigantesco arco estreito muito simples. Ele é tão alto quanto a própria igreja e tem as proporções do arco de um viaduto ferroviário e não conta com nenhuma decoração, exceto uma linha escavada entre as bordas externa e interna e uma cruz no alto. O arco envolve uma alta janela com vitrais de proporções idênticas acima da porta de entrada.